# Enrique Leaño
Enrique Leaño Palenque (Sucre, 5 de julio de 1973), a menudo conocido como "Quique", es un médico y político boliviano, actual Alcalde de Sucre desde 2021, electo por el Movimiento al Socialismo (MAS-IPSP). Ha desempeñado diversos cargos en el ámbito de la salud pública y la administración municipal en Sucre.

## Biografía
Nacido en Sucre, Leaño es médico de profesión. Se ha desempeñado como director del Hospital Santa Bárbara y como secretario general del Gobierno Autónomo Municipal de Sucre entre 2015 y 2018 durante la gestión de Iván Arciénega. En agosto de 2019, asumió la dirección del Servicio Departamental de Salud (Sedes) de Chuquisaca, cargo al que renunció durante la crisis poselectoral de ese año.

## Carrera política
En diciembre de 2020, fue elegido por consenso como candidato a la Alcaldía de Sucre por el MAS-IPSP.
En las elecciones subnacionales del 7 de marzo de 2021, resultó electo alcalde de Sucre con el 33,26% de los votos, superando por un estrecho margen de 301 votos a Horacio Poppe de la agrupación República 2025.

## Gestión municipal
Durante su gestión, Leaño ha enfrentado diversos desafíos, incluyendo la implementación de medidas de bioseguridad y control sanitario en el contexto de la pandemia de COVID-19.
El alcalde de Sucre, Enrique Leaño (MAS), calificó como “muy buena” la gestión que su administración desarrolló este año y destacó el nivel de la ejecución física y financiera, que cerrará en 2024 en al menos el 94%, según sus previsiones.
“Nosotros calificamos nuestra gestión de muy buena, por los resultados que observamos y tenemos. Vamos a sobrepasar, una vez más, este año el 90% de ejecución física y financiera. Estamos con un 89,6%, casi 90%, y tenemos esta semana para realizar los pagos que normalmente se realizan (en estas fechas). Por eso calculamos que vamos a llegar al 94%, tanto en inversión como en gasto corriente”, indicó el martes el burgomaestre.
Leaño agregó que “nunca antes en la historia” se había visto “una ejecución de esta magnitud”.
Apuntó que, en los últimos 30 años, la ejecución más alta alcanzó al 72% y que, en los últimos años, antes de que asumiera el mando de la Alcaldía, el porcentaje llegaba solo al 50% en promedio.
En lo que va de su mandato, dijo que el nivel de ejecución siempre fue superior al 90%. “Incluso, hemos sido el mejor municipio de ciudades capitales en ejecución”, complementó.
“Hemos recuperado la confianza de la gente, de las juntas vecinales. Saben que lo que está programado para 2025 se va a ejecutar. Por eso ahora tienen tranquilidad”, insistió el Alcalde al remarcar que los datos respaldan sus palabras.